# Московская пирамида
Московская пирамида — разновидность русского бильярда, также называемая «сибирской» или «комбинированной». Наиболее популярна на территории постсоветского пространства.

## Краткая история
Появление бильярда в России связано с именем Петра I. Он познакомился с бильярдной игрой, как и со многими другими привезенными им вещами, за границей и по возвращении приказал сделать бильярд для своего развлечения. По его примеру богатые вельможи завели себе бильярды не только в Петербурге, но и во всех своих усадьбах.
Открыв для себя бильярд, русские модернизировали его под свой менталитет — они отдали предпочтение строгим бильярдным столам, забивать шары на которых можно лишь только при очень точном ударе. Руководствуясь пожеланиями лучших бильярдистов того времени, известный петербургский фабрикант и игрок А. Фрейберг в 1850 году начал выпускать бильярдные столы нового типа, так называемые фрейберговские бильярды, основные черты которых сохранились до наших дней.
Классическая «Русская пирамида» в её современном варианте исторически появилась первой из современных русских спортивных бильярдных игр в 80-х годах 19-го века. В «Русской пирамиде» особенно сильно сказывается наличие многочисленных мертвых зон, поэтому она располагает к неторопливой и тонкой позиционной игре с многочисленными отыгрышами и наигрышами.
Первенство Москвы по «Американке» было проведено ещё до войны, так что называть её новой разновидностью не стоит. «Московская пирамида» (или "Сибирка") — более позднее изобретение, появившееся в 60-х годах. По некоторым данным, её автором был красноярец Александр Филиппович Левданский.

## Правила
Московская пирамида — разновидность русского бильярда. Её также называют «сибирской», или «комбинированной». У «московской» есть несколько отличающих её от других видов пирамиды правил.
Цель игры — первым забить восемь шаров. Всего в игре участвуют 16 шаров, один из которых биток, отличающийся от прицельных цветом или особой разметкой. Как и в любом другом виде бильярда, первый удар производится битком из «дома». Отличие же в том, что объявлять заказ не требуется, и играть может любой прицельный шар или биток от прицельных шаров. А при правильном ударе засчитывается любое количество шаров, упавших в лузы. При этом, вместо забитого битка со стола снимается любой из прицельных шаров, на который указывает соперник (по новым правилам, шар снимает игрок, забивший «свояка»), и играющий играет битком с руки из «дома».
Все неправильно забитые и выскочившие за борт шары выставляются после завершения удара и до начала следующего. Единичный шар выставляется на заднюю отметку. Если выставляется несколько шаров, то их устанавливают в произвольном порядке на линии выставления шаров от задней отметки к заднему борту как можно ближе, но не вплотную друг к другу. Если же какие-либо шары, расположенные вблизи или непосредственно на линии выставления шаров, мешают процессу выставления, то выставляемые шары располагают на линии выставления шаров как можно ближе к задней отметке и как можно ближе, но не вплотную к мешающим шарам.
В случае нарушения правил соперник нарушителя имеет право после снятия со стола на полку штрафного шара, сам произвести следующий удар или уступить его нарушителю.
Штраф взыскивается:
а) при всяком касании играющим любого шара рукой, одеждой и т. п. до, после или при выполнении удара;
б) при ударе по битку турником или боковой частью кия;
в) при ударе во время не завершившегося движения шаров от предыдущего удара;
г) при промахе, когда «свой» не коснулся ни одного из шаров:
д) при вылете за борт «своего» шара;
е) при отрыве обеих ног от пола во время удара. Если при нарушении по пунктам а), д) и е) были сыграны один или несколько шаров, то последние не засчитываются, вынимаются из луз и устанавливаются у короткого борта в районе третьей точки.
ж) если биток после удара по прицельному шару не делает два борта и более, то за это снимается шар.
При этом, есть особые позиции, за которые штраф не назначается, и игра продолжается:
а) если при неправильном ударе биток выскочил за борт и, ударившись о кого-либо, возвратился на бильярд, и играемый шар упал в лузу, то он не засчитывается, удар переходит к партнеру.
б) если биток или любой шар выскочил и остановился на борту. В этом случае шар ставится плотно к борту около того места, где он остановился на борту. Удар переходит к партнеру, но если был положен шар, то он засчитывается.
в) если кто-либо из посторонних или партнёр во время удара случайно помешал: толкнул, задел и т. п. По желанию пострадавшего, положение шаров может быть восстановлено. Удар переигрывается.
г) если шар остановился в растворе лузы, но упал в промежуток времени между началом прицеливания другого партнера и моментом подхода битка к застрявшему шару, в результате чего получился промах. Удар сохраняется за промахнувшимся. Упавший шар выставляется на точку 3 или на ближайший к ней короткий борт. Биток переставляется в «дом» и удар выполняется оттуда на общем основании.
Играя в «московскую пирамиду», можно несколькими способами давать фору:
а) партнёры договариваются, сколько шаров играть каждому (например, дающий забивает 8 шаров, а получающий — 6);
б) можно договориться и так (особенно если один любит играть в «американку», а другой — в «московскую»): один играет в «московскую» по правилам американки, не забивая полосатый, бить же в него разрешается; другой играет в «московскую», но до 2—4 забитых шаров;
в) один играет до 8 шаров в любые лузы, другой — до 4, но в одну выбранную соперником лузу он не имеет права забивать шары. Если он всё-таки положит шар в лузу, то шар кладётся на полку партнёра.